# 中野市立高社小学校
中野市立高社小学校（なかのしりつこうしゃしょうがっこう）は、長野県中野市にある公立小学校である。

## 概要
- 高社小学校は中野市の北部にある学校である。2020年4月中野市立長丘、平岡、科野、倭小学校の4小学校が統合され開校[1]。学校内では学校指定の運動着である[2]。

## 教育目標
- 広く 高く 豊かに ～ふるさとの山 高社山のように～

## 校章
- 統合する4小学校を四つ葉のクローバーとして表現[3]。中野市のシンボルでもある高社山を単純化し表現[3]。「小」は学業のえんぴつ・ペンをイメージして表現[3]。

## 児童数
2022年（令和4年）5月1日時点
| 学年 | 1年 | 2年 | 3年 | 4年 | 5年 | 6年 | 特別支援   | 合計 |
| ---- | --- | --- | --- | --- | --- | --- | ---------- | ---- |
| 学級 | 2   | 2   | 2   | 2   | 3   | 2   | 3 （内数） | 13   |
| 児童 | 62  | 66  | 65  | 62  | 78  | 65  | 不明       | 398  |

## 沿革
- 2020年（令和2年）
  - 3月 - 校舎完成[4]。
  - 4月 - 平岡、長丘、科野、倭の4小学校が統合され高社小学校となる 。
- 2021年（令和3年）2月 - 1人に1台のiPadが与えられる[5]。